# OpenBoard
Chronologie des versions
Open-Sankoré
OpenBoard est un  logiciel libre, gratuit et multiplateforme de tableau blanc interactif compatible avec n'importe quel projecteur et dispositif de pointage.
Il a été à l'origine un fork d'Open-Sankoré en 2013 avec l'intention de se concentrer sur la simplicité et la stabilité pour une utilisation dans les écoles de Suisse romande. Depuis la version 1.3, il utilise le framework QT 5.5 au lieu de QT version 4. La version 1.7 a apporté le support de QT 6 tout en conservant la compatibilité avec la version 5.

## L'histoire
OpenBoard est un fork d'Open-Sankoré 2.0, lui-même basé sur le logiciel Uniboard. Celui-ci a été développé à l'origine par l'Université de Lausanne en Suisse en 2003 et a été pensé pour et avec les utilisateurs, avec l’aide d’une équipe composée de professeurs, de spécialistes de la communication, de neuropsychologues et de développeurs informatiques.
En mars 2008, Mnemis SA, un incubateur d'entreprises de l'UNIL poursuit le développement du produit et le commercialise.
En 2010, Uniboard est acheté par la Délégation interministérielle à l’Éducation Numérique en Afrique (DIENA) qui décide d'en faire un projet open source sous la Licence publique générale limitée GNU. Open-Sankoré rejoint ainsi l’univers des logiciels libres.
Afin de renouer avec les valeurs incarnées par le logiciel Uniboard, Open Education Foundation a réalisé un fork au printemps 2013 d’Open-Sankoré 2.0.
OpenBoard est basé sur le code source d’Open-Sankoré en respectant les droits d’auteur initiaux. Ce fork a été créé pour recentrer le logiciel sur son cœur de métier originel, à savoir le travail de l'enseignant dans sa classe tout en privilégiant la simplicité d’utilisation. L’évolution de ce logiciel sera basée sur le respect de ces deux principes.

## Développement
OpenBoard 1.0 était pratiquement un équivalent de la version 2.0 d’Open-Sankoré sans la fiche guide qui figure dans le panneau de gauche.
L'Open Education Foundation qui présidait au développement d'OpenBoard a été dissoute en 2015. Le Département de l'Instruction Publique du canton de Genève, en Suisse, a donc décidé de reprendre le développement dès l'automne 2015 en utilisant le framework QT 5.5. La version 1.3.0 est sortie le 26 avril 2016.
L'Université de Lausanne (UNIL) rejoint le projet via une aide logistique et financière. Un gros effort est fait pour stabiliser le logiciel tout en rajoutant quelques petites améliorations. La dernière version de la série 1.3.x, la 1.3.6 est sortie le 2 juin 2017.
Parallèlement à la version 1.3.x, la dernière version 1.4.x est mise en ligne vers la fin du premier semestre 2018.
La série 1.5.x introduit un tout nouveau mode Document (structure arborescente pour les documents, tri...). La dernière version de cette série 1.5.x, la 1.5.4 a été mise en ligne le 31 janvier 2020.
La première version de la série 1.6.x, la 1.6.1, a apporté plusieurs nouvelles formes et applications en plus des habituelles corrections de bugs. La version 1.6.4 est sortie le 7 octobre 2022.
La branche actuelle est la 1.7.x, la version 1.7.0 étant disponible depuis le 8 décembre 2023. Elle apporte un certain nombre d'améliorations demandées par la communauté OpenBoard.